# كارول ويليس
كارول ويليس (بالإنجليزية: Carol Willis)‏ هي أمينة متحف أمريكية، ولدت في 1949.